# Erasmuskirche
Kirchen und Kapellen, die nach dem hl. Erasmus von Antiochia benannt sind:

## Deutschland
- St. Erasmus (Altastenberg) in Winterberg, Nordrhein-Westfalen
- St. Erasmus (Ballrechten) in Ballrechten-Dottingen, Baden-Württemberg
- Erasmuskapelle (Berlin) (auch Erasmuskirche) im ehemaligen Stadtschloss auf der Insel Cölln
- Erasmuskapelle (Bergweiler), Saarland
- St. Erasmus (Bicheln) in Ainring im oberbayerischen Landkreis Berchtesgadener Land
- St. Peter und Erasmus (Geiselhöring) in Niederbayern
- St. Erasmus (Ebschied) in Braunshorn, Rheinland-Pfalz
- St. Erasmus (Echerschwang)
- St. Erasmus (Eiweiler) in Heusweiler, Saarland
- Erasmuskapelle (Kempten) in Kempten, Bayern
- St. Erasmus (Koblenz), Rheinland-Pfalz
- St. Erasmus in Bicheln (Gemeinde Piding, Oberbayern)
- Erasmuskapelle (Redenfelden) in Raubling, Oberbayern
- St. Erasmus (Rheinböllen), Rheinland-Pfalz
- St. Erasmus (Trassem), Rheinland-Pfalz
- St. Erasmus (Vilssöhl), Niederbayern
- St. Erasmus (Wald an der Alz), Oberbayern
- St. Erasmus (Waldkraiburg), Oberbayern
- St. Erasmus (Wernau), Baden-Württemberg
- St. Erasmus (Weiperath), Rheinland-Pfalz
- Erasmuskapelle (Warburg), Nordrhein-Westfalen

## Frankreich
- St-Erasme (Ajaccio), Korsika
- St-Érasme (Blienschwiller), Département Bas-Rhin
- Église Saint-Erasme de Sercus, Département Nord

## Italien
- Dom zu Gaeta (Santi Erasmo e Marciano e di Santa Maria Assunta)
- SS Nicolò ed Erasmo in Modica

## Österreich
Kärnten
- Pfarrkirche Nöring
- Bürgerspitalskapelle (Bleiburg)

Niederösterreich
- Erasmuskirche in Krumbach (Niederösterreich)
- Filialkirche Sasendorf

Oberösterreich
- Pfarrkirche Bachmanning

Land Salzburg
- Pfarrkirche Fuschl am See

Tirol
- Pfarrkirche Steinach am Brenner

## Polen
- Pfarrkirche St. Erasmus und Pankratius in Jelenia Góra, Niederschlesien